# 博伊德尔莎士比亚画廊
博伊德尔莎士比亚画廊首出現倫敦，為1786年11月起專門展示以莎士比亞作品為畫作題材的出版品。因為有其特殊性，從剛出版以來就相當受到關注，並在1790年代掀起一片同業改革。
之所以受歡迎，除了莎士比亞的戲劇文學作品具有吸引力，藝術成分相當高的作品展覽也是其一，後來也持續變成一種畫風，惟題材受限與外在環境因素，而出現許多挑戰。